# Malkapur, Manvi
Malkapur là một làng thuộc tehsil Manvi, huyện Raichur, bang Karnataka, Ấn Độ.